# Florian Thauvin
Florian Tristan Mariano Thauvin (* 26. ledna 1993 Orléans) je francouzský fotbalista, hrající na kraji zálohy za francouzský tým RC Lens . Pro svůj styl hry bývá přirovnáván k Francku Ribérymu.

## Klubová kariéra
Je odchovancem klubu FCM Ingré, první profesionální zápas sehrál v březnu 2011 za Grenoble Foot 38. Po bankrotu grenobelského klubu v létě 2011 přestoupil do SC Bastia, jemuž pomohl postoupit do Ligue 1. V sezoně 2012/13 získal cenu pro nejlepšího mladého hráče ligy a podepsal smlouvu s Lille OSC, za který však nehrál a přijal angažmá v Marseille. V roce 2015 přestoupil za třináct milionů liber do anglického Newcastle United FC, kde se mu však nedařilo a vrátil se do Marseille, napřed na hostování a v roce 2017 přestoupil zpět. Pomohl svému týmu k účasti ve finále Evropské ligy 2017/18. V březnu 2019 se objevily zprávy o jeho možném odchodu do AC Milán.

## Reprezentační kariéra
S francouzskou reprezentací do 20 let se v roce 2013 stal mistrem světa a vstřelil na turnaji tři branky. V březnu 2017 debutoval v seniorské reprezentaci. Byl nominován na mistrovství světa ve fotbale 2018, které Francouzi vyhráli. Thauvin nastoupil pouze v osmifinálovém utkání proti Argentině, kde střídal v 89. minutě Kyliana Mbappého. Jako všichni členové mistrovského týmu převzal po šampionátu Řád čestné legie.

## Osobní život
Jeho manželka je modelka Charlotte Pirroniová, vnučka fotbalisty a trenéra Louise Pirroniho.